# Trust Your Love
Singles de Kumi Kōda
TAKE BACK
(2000) Color of Soul
(2001)
Trust Your Love est le 2e single de Kumi Kōda sorti sous le label Rhythm Zone le 9 mai 2001 au Japon. Il atteint la 18e place du classement de l'Oricon. Il se vend à 14 300 exemplaires la première semaine, et reste classé pendant 5 semaines, pour un total de 42 100 exemplaires vendus. Il sort également aux États-Unis en format CD et Maxi CD.
Trust Your Love se trouve sur l'album Affection, sur la compilation Best: First Things et sur l'album remix Koda Kumi Driving Hit's 2.

## Liste des titres
Toutes les paroles sont écrites par Kumi Kōda.
| 1. | Trust Your Love (Original Mix)          | Kazuhito Kikuchi | 4:29 |
| 2. | STILL IN LOVE (Original Mix)            | motsu            | 3:38 |
| 3. | Trust Your Love (Sean Sepp Hall Remix)  |                  | 3:32 |
| 4. | Trust Your Love (Razor's Radio Mix)     |                  | 4:53 |
| 5. | Trust Your Love (Thunderpuss Radio Mix) |                  | 3:21 |
| 6. | Trust Your Love (Instrumental)          |                  | 4:28 |
| 7. | STILL IN LOVE (Instrumental)            |                  | 3:37 |

| 1. | Trust Your Love | 4:29 |
| 2. | STILL IN LOVE   | 3:38 |

| 1. | Trust Your Love (Hex Hector Main Club Mix)  |      |
| 2. | Trust Your Love (Thunderpuss Club Mix)      |      |
| 3. | Trust Your Love (Hex Hector Main Radio Mix) |      |
| 4. | Trust Your Love (Thunderpuss Radio Mix)     | 3:21 |
| 5. | Trust Your Love (ThunderDUB)                |      |
| 6. | Trust Your Love (Blackwatch Remix)          | 7:52 |